# Owen Chadwick
William Owen Chadwick OM, KBE, FBA, FRSE (* 20. Mai 1916 im London Borough of Bromley; † 17. Juli 2015 in Cambridge) war ein britischer Historiker, Schriftsteller, Theologe und Hochschullehrer.

## Leben
Owen Chadwick wurde als drittes von sechs Kindern des Rechtsanwaltes John Chadwick und seiner Frau Edith geboren. Henry Chadwick war sein Bruder. Er besuchte das Cuddesdon Theological College in Cuddesdon bei Oxford und wurde zum Priester der Church of England ordiniert. Nach dem Ende des Zweiten Weltkrieges war er Kaplan in Tonbridge sowie Fellow an der Trinity Hall, Cambridge. Von 1956 bis zu seiner Pensionierung im Jahr 1983 war er Rektor des Selwyn College an der Universität Cambridge. Im Jahre 1968 wurde er als Nachfolger von Herbert Butterfield zum Regius Professor of Modern History an der Cambridge Universität ernannt, er gab den Lehrstuhl im Jahre 1982 wieder ab. Er war Präsident der British Academy in den frühen 1980er Jahren und zwischen 1984 und 1994 Vize-Kanzler der University of East Anglia. 1977 wurde er in die American Academy of Arts and Sciences aufgenommen, außerdem war er Ehrenmitglied der Royal Society of Edinburgh.
Chadwick war Autor zahlreicher Bücher, diese beschäftigen sich unter anderem mit dem Papsttum in der Neuzeit, Lord Acton, Säkularisierung und Reformation. Mit seinem Bruder Henry gab er die Oxford History of the Christian Church heraus; drei Bände der Reihe verfasste er selbst.
Mit der Ernennung zum Knight Commander des Order of the British Empire wäre grundsätzlich die Erhebung in den persönlichen Adelsstand („Sir“) verbunden. Da Chadwick als Geistlicher jedoch keinen Ritterschlag erhielt, hatte er kein Anrecht auf diese Würde und Anrede.
Chadwick starb am 17. Juli 2015 im Alter von 99 Jahren in seinem Zuhause in Cambridge.

## Schriften (in Auswahl)
- John Cassian. A study in primitive monasticism. Cambridge University Press, Cambridge 1950.
- From Bossuet to Newman. The idea of doctrinal development. Cambridge University Press, Cambridge 1957.
- Victorian Miniature. Hodder and Stoughton, London 1960.
- The Reformation. Penguin, Harmondsworth 1964.
- The Victorian Church, 2 Bände (= An ecclesiastical history of England, Bd. 7 und 8). Black, London 1966 und 1970.
- The Secularization of the European Mind in the 19th Century. Cambridge University Press, Cambridge 1975.
- Catholicism and history. The opening of the Vatican Archives. Cambridge University Press, Cambridge 1978.
- Newman. Oxford University Press, Oxford 1983 (in der Reihe „Past Masters“).
- The Popes and European Revolution. Clarendon Press, Oxford 1981 (Oxford History of the Christian Church).
- The fisherman and his God. Izaak Walton. Christian Evidence Society, London 1984.
- Hensley Henson. A study in the Friction between Church and State. Clarendon Press, Oxford 1983.
- Michael Ramsey. A life. Clarendon Press, Oxford 1990.
- A history of Christianity. Weidenfeld & Nicolson, London 1995.
  - Die Geschichte des Christentums. DVA, Stuttgart 1996.
- A History of the Popes 1830–1914. Clarendon Press, Oxford 1998 (Oxford History of the Christian Church).
- Acton and history. Cambridge University Press, Cambridge 1998.
- The Early Reformation on the Continent. Clarendon Press, Oxford 2001 (Oxford History of the Christian Church).